# Pietro Pomponazzi
Pietro Pomponazzi (Mantua, 16 de septiembre de 1462jul. – Bolonia, 18 de mayo de 1525jul.) fue un filósofo italiano.

## Sus estudios
Estudió filosofía en la Universidad de Padua, donde fue profesor hasta el cierre de la Universidad, marchándose luego a la Universidad de Bolonia, donde estará desde 1512 hasta 1525. Con él comienza la traducción del aristotelismo, en esta época el aristotelismo era aún parte oficial del temario universitario establecido durante el siglo XIII. Pietro Pomponazzi es el representante más famoso de Aristóteles en su época, en especial en cuanto a la polémica de la inmortalidad del alma humana.
Defendió que la inmortalidad del alma era una verdad de fe, pero que filosóficamente no podía llegar a conocerse. La otra vertiente del Renacimiento, más destacada que el aristotelísmo, es el Humanismo (de influencia platónica), con un hondo interés en destacar la ética.
El aristotelísmo de esta época tiene preocupaciones más académicas, propias de la vida universitaria, y ligadas a la medicina, la lógica y la filosofía de la naturaleza. Tiene interés en comprender qué pensó Aristóteles y cuáles de las enseñanzas de la tradición peripatética son agregados posteriores. Cosives dice que esa nueva preocupación por el alma se convierte en la nueva filosofía de la conciencia.
Pomponazzi intenta escapar a las dos tradiciones principales dentro de la tradición peripatética (seguidores de Aristóteles), el de los seguidores de Averroes y el de los de Alejandro de Afrodisias (Alejandristas). Pomponazzi no es un aristotélico antiplatónico.

## Su pensamiento
Su obra De incantationibus (Sobre los encantamientos) intenta ofrecer explicaciones naturales, los efectos atribuidos por los astrólogos a los planetas no son más que causas naturales; la mayoría de los mismos milagros pueden ser explicados como producidos de modos naturales, lo que hace de esta obra un libro incluido en el Index librorum prohibitorum
El De immortalitate animae (Sobre la inmortalidad del alma), su obra más conocida, fue publicada en 1516. Comienza afirmando que el hombre es de naturaleza múltiple y ambigua, múltiple porque incluye tres almas: vegetativa, sensitiva e intelectiva, y ambigua porque ocupa un punto intermedio entre las cosas mortales e inmortales. Repasa los posicionamientos históricos hasta él, sobre el tema mortal–inmortal. Como algo puede ser dicho en dos sentidos, propio e impropio, lo mortal y lo inmortal pueden ser dichos de estos dos modos. Además, el número puede ser único para la especie o para cada individuo. Básicamente, entonces, caben seis posibilidades o posiciones (el hombre 1- es en sólo en especie inmortal absolutamente, y mortal absolutamente; 2- es en cada individuo inmortal absolutamente y mortal en sentido relativo; 3- es en cada individuo inmortal en sentido relativo y mortal absolutamente; 4- es absolutamente mortal y sólo es en algún aspecto inmortal; 5- en cada individuo absolutamente mortal y absolutamente inmortal; 6- único en especie absolutamente mortal y sólo inmortal en sentido impropio), quedando las últimas dos de antemano rechazadas por absurdas.
- 1. Es la posición de Averroes y, según dice, de Temistio. El primero planteaba que había una sola alma inmortal que es común a todos los seres humanos, y a la vez un alma individual, pero mortal. Rechaza esa idea de la unidad del entendimiento de todos los hombres, plantea que es uno y el mismo ser el que recibe las impresiones sensibles y los que la reflexiona, se defiende la idea de una conciencia individual, para él no es justificable que la separación entre dos funciones del alma, constituyen dos sustancias distintas, nuestra experiencia nos muestra que el intelecto no puede actuar separado del cuerpo, y no tenemos evidencia de que el intelecto sea separable del cuerpo o de que pueda vivir separado de él. El intelecto no puede conocer nada sin cuerpo, lo necesita para obtener percepciones.

- 2. Concepción atribuida a Platón según la cual la persona individual tiene un alma inmortal, y el cuerpo es mortal (Pomponazzi le atribuye un alma sensitiva). Rechaza tal posición.

- 3. Opinión de Santo Tomás de Aquino, según la cual el alma solo tiene una naturaleza y es absolutamente inmortal, y sólo en algunos aspectos es mortal. Pomponazzi afirma: “no tiene [Tomás de Aquino] duda sobre la inmortalidad del alma porque lo mantiene las Sagradas Escrituras”, pero él sostiene que no es compatible con Aristóteles.

- 4. Posición identificada con Alejandro de Afrodisia: el alma es absolutamente mortal y sólo es en algún aspecto inmortal. Dada la posición intermedia del hombre, necesita del cuerpo para encontrar conocimiento, y no puedo actuar sin los sentimientos, por lo tanto debe considerarse como absolutamente mortal, pero a diferencia de los animales participan de los conceptos universales.

## Su posición
La número 4 es la posición que defiende, por tanto para él la correcta interpretación de Aristóteles no puede haber una lucha entre sentidos y entendimiento, la cual es sólo la distinción de dos fases de un mismo proceso. No hay modo de plantear que el alma racional se encuentra a mitad de camino entre los seres: no puede alcanzar los universales en toda su pureza, pero tampoco esté excluido de ellos. Así, la única seguridad del conocimiento se encuentra en los sentidos.
La inmortalidad del alma es un acto de fe, y no es demostrable por la razón, en los argumentos de Aristóteles no es posible demostrar la inmortalidad del alma.
La relevancia ética de esto parece ser que la vida moral perdiera su centro, pues la idea de la inmortalidad del alma es el instrumento de temor o recompensa, por tanto se deduce que al no poder justificarlo, el hombre será el animal más desdichado (Ficino). Pomponazzi dice que el hombre es capaz de encontrar el sentido de su vida aun sin existir la inmortalidad.
En Aristóteles el fin último del hombre es la vida contemplativa, que es la forma de vida del propio Dios. Es verdad que hay muchas personas que preferirían el deshonor y el vicio, si con la muerte termina todo, eso prueba únicamente que esas personas no entienden la verdadera naturaleza de la virtud, ella es su propia recompensa, añadida a cualquier otra recompensa ella aminoraría el valor de la virtud, ella no es un medio para conseguir otra cosa, la idea de la inmortalidad es desplazada por la idea de progreso, así la humanidad entera sería como un individuo, las leyes morales no necesitan sustentarse ni en el miedo, ni la esperanza, sino que nacen de la misma fuerza sustantiva de nuestro propio ser, con lo que se formula por vez primera el principio de la autonomía moral. Una moral independiente de todo criterio externo, por lo tanto el fin del hombre no es el conocimiento, sino la felicidad moral.

## Obra
- De intensione et remissione formarum 1514
- Tractatus De reactione 1515
- De actione reali 1515
- Tractatus de immortalitate animæ 1516
- Apología contra Contarenum 1518
- Defensorium adversus Augustinum Niphum 1519
- In libros (scil Aristotelis) de anima 1520
- De naturalium effectuum causis sive de Incantationibus 1520
- Libri quinque De fato, de libero arbitrio et de prædestinatione 1520
- Tractatus de nutritione et augmentatione 1521
- Dubitationes in IV Meteorologicorum Aristotelis librum 1563
- De orbis situ libri tres 1563